# Ostffyasszonyfa
Ostffyasszonyfa (vyslovováno [oštfiassoňfa], v běžné řeči název často zkracován na Offa) je obec v Maďarsku v župě Vas, spadající pod okres Celldömölk. Nachází se asi 9 km severozápadně od Celldömölku, 13 km severovýchodně od Sárváru, 14 km jihozápadně od Répcelaku a asi 18 km jihozápadně od Beledu. V roce 2015 zde žilo 776 obyvatel. Oproti letem 2013 a 2014 počet obyvatel mírně poklesl. 
Dle údajů z roku 2011 tvoří 85,6 % obyvatelstva Maďaři, 0,2 % Němci, 0,2 % Rumuni a 0,1 % Romové, přičemž 14,1 % obyvatel se k národnosti nevyjádřilo. 47,3 % obyvatel se hlásí ke katolickému křesťanství, 29,9 % k evangelickému křesťanství, 1,5 % k reformovanému křesťanství, 1,9 % obyvatel je nevěřících a 19,3 % obyvatel se ke své víře nevyjádřilo.
Název obce je s patnácti písmeny jedním z nejdelších v Maďarsku. Skládá se ze slov Ostffy, což je jméno šlechtického rodu, který ve vesnici žil, asszony, znamenající „paní“ (v toponymech často ve významu Panny Marie, podle zasvěcení kostela) a fa, znamenající „strom“ (v Maďarsku běžná přípona názvů vesnic, vzniklá často zkrácením slov falu, falva „ves“). Poprvé byla obec zmíněna v roce 1346 jako Azzunfalva.
V obci se nachází katolický kostel Nanebevzetí Panny Marie (Nagyboldogasszony templom) a evangelický kostel. 
„Offa“ je známá je především díky 4,74 km dlouhému závodnímu okruhu Pannónia-Ring (pojmenovaný podle Panonie), který byl v roce 1997 vystavěn jižně od obce. Dalšími významnými objekty jsou zámky Ostffy-kastély a Vörös-kastély. Ve středu obce se též nachází studna Várkút.
V Ostffyasszonyfě se kříží silnice II. třídy č. 8451 (vedoucí ze severovýchodu na jih) a 8452 (ze severozápadu na jihovýchod). Asi 11 km od vesnice se u obce Nick nachází nájezd na dálnici M86. Obec má i stejnojmennou železniční zastávku na trati Szombathely – Celldömölk, která se ale nachází 6 km daleko, ve směru za závodištěm, u osady Lánkapuszta na katastru města Sárvár.
Obec se nachází v rovině Malé dunajské nížiny na okraji nivy řeky Ráby, která protéká severozápadně.

## Sousední obce
| Růžice kompasu | Uraiújfalu      |                 | Csönge          | Růžice kompasu |
| Růžice kompasu | Jákfa           | Sever           |                 | Růžice kompasu |
| Růžice kompasu | Jákfa           | Ostffyasszonyfa |                 | Růžice kompasu |
| Růžice kompasu | Jákfa           | Jih             |                 | Růžice kompasu |
| Růžice kompasu | Rábapaty Sárvár | Nagysimonyi     | Kemenesmihályfa | Růžice kompasu |